# Giorgi Sinataszwili
Giorgi Sinataszwili (gruz. გიორგი სინატაშვილი; ur. 3 grudnia 1990) – gruziński wioślarz.

## Osiągnięcia
- Mistrzostwa Świata Juniorów – Linz 2008 – dwójka bez sternika – 11. miejsce[1].
- Mistrzostwa Europy – Ateny 2008 – dwójka bez sternika – 13. miejsce[1].
- Mistrzostwa Świata U-23 – Račice 2009 – dwójka bez sternika – 12. miejsce[1].